# Georg-Siegfried-Schmutzler-Haus

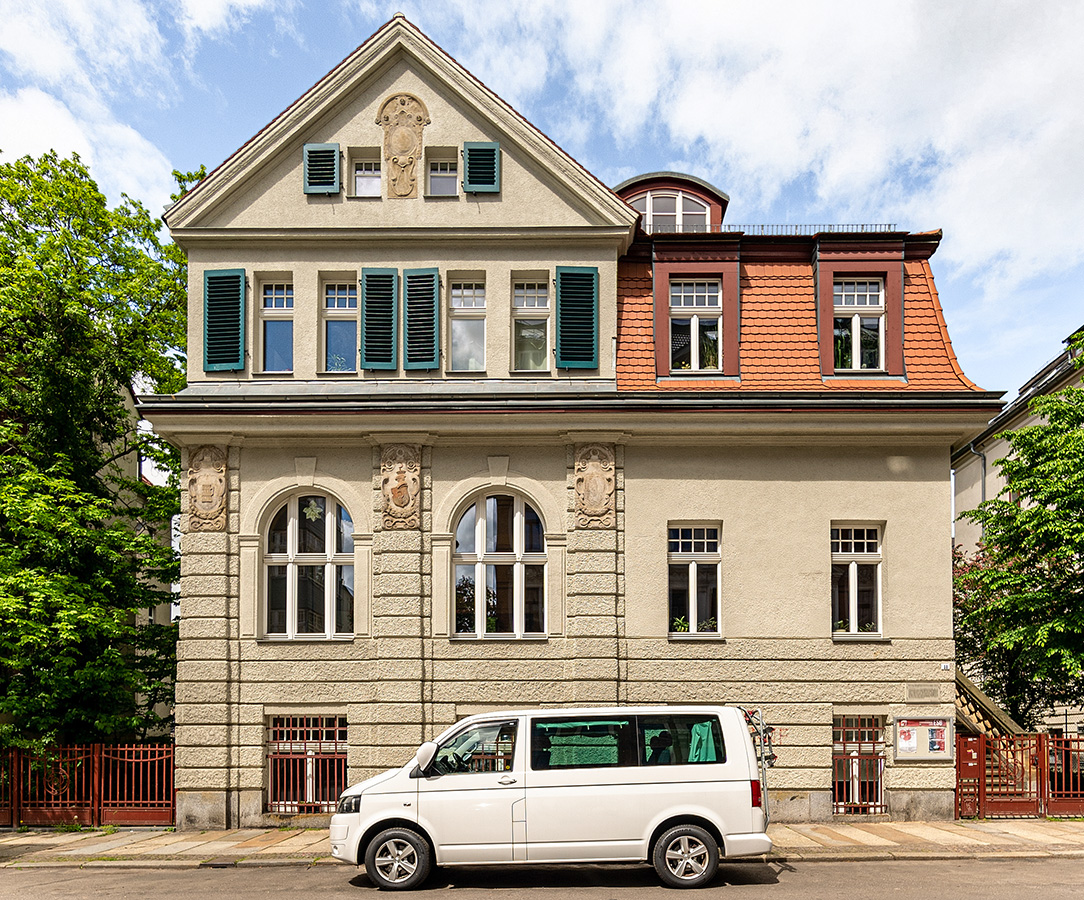
Georg-Siegfried-Schmutzler-Haus (2021)

Das Georg-Siegfried-Schmutzler-Haus ist eine Villa in der Alfred-Kästner-Straße 11 im Ortsteil Südvorstadt von Leipzig. Es ist benannt nach dem evangelisch-lutherischen Pfarrer, Dissidenten und Widerstandskämpfer gegen die SED-Diktatur Georg-Siegfried Schmutzler (1915–2003). Es wird von der Evangelischen Studierendengemeinde Leipzig genutzt und steht unter Denkmalschutz.

## Architektur
Das Georg-Siegfried-Schmutzler-Haus ist ein eingeschossiger verputzter Bau auf einer Grundfläche von etwa 15 × 14 Meter in einem circa 700 m² großen baumbestandenen Grundstück. Die hohe Sockelzone ist durch eine Nutung im Putz gestaltet. Auf der linken Gebäudeseite setzt sich die Nutung in drei flachen Lisenen zwei Rundbogenfenster einschließend und in Wappen als Stuckarbeit endend bis zur breiten Traufkante fort. Darüber erhebt sich ein Dreiecksgiebel, dem sich ein Satteldachteil anschließt. Der rechte Gebäudeteil ist einfacher gehalten. Sein Dach ist als Mansarddach mit einer Rundbogengaube gestaltet. Der Zugang erfolgt auf der rechten Seite über eine Außentreppe und ein barockisierendes Portal. In der Erstnutzung waren im Sockelgeschoss Küche und Versorgungskeller, im Erdgeschoss ein Saal und die Bibliothek vorgesehen und im Dachgeschoss Gästezimmer.

## Geschichte
In den Jahren 1907/1908 wurde das heutige Georg-Siegfried-Schmutzler-Haus nach Plänen des Leipziger Architekten Georg Wünschmann (1868–1937) als Vereinshaus im Reformstil für den Alte-Herren-Verband der Lausitzer Prediger-Gesellschaft erbaut. Diese Gesellschaft war eine 1716 mit dem Ziel gegründete Studentenvereinigung, ihre Mitglieder auf das Predigen in sorbischer Sprache vorzubereiten. Ihr Wappen mit Sichel ist am oberen Ende der mittleren Lisene dargestellt. Da die Gesellschaft 1909 den Namen Sorabia annahm, wurde das Gebäude mitunter auch Villa Sorabia genannt.
1934 löste sich die Sorabia auf, und 1945 wurde der Alte-Herren-Verband verboten, nachdem er 1942 in den Nationalsozialistischen Altherrenverband zwangseingegliedert worden war.

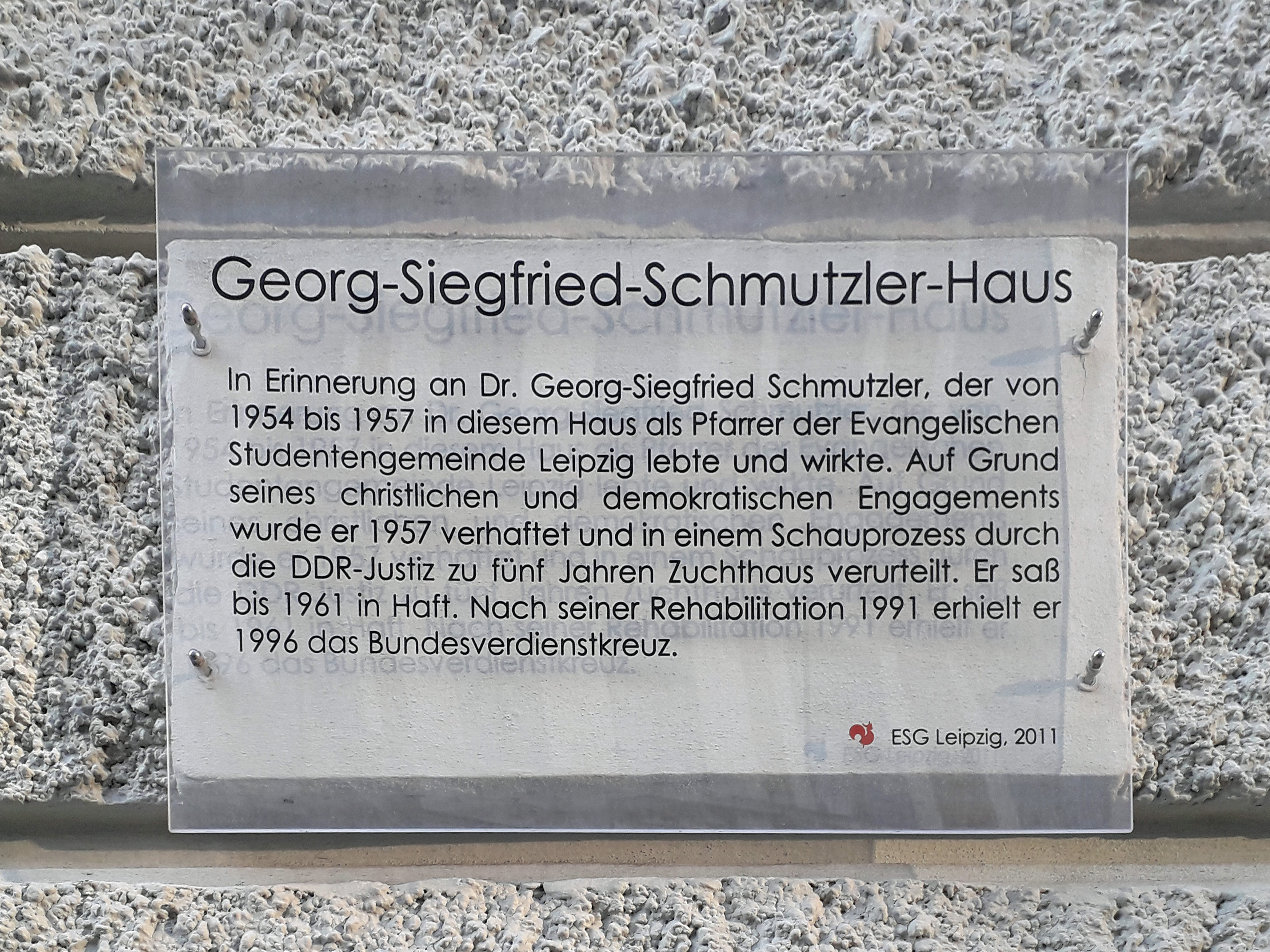
Gedenktafel am Haus (2023)

Seit Beginn der 1950er Jahre nutzte die Evangelische Studentengemeinde Leipzig das Haus in der Alfred-Kästner-Straße. 1954 wurde Georg Siegfried Schmutzler Studentenpfarrer in Leipzig. Er bezog die Wohnung im Dachgeschoss. Seine Arbeit mit der Studentengemeinde, die zu dieser Zeit auf über 500 Mitglieder wuchs,  wurde von der Stasi als „Ausbildung feindlicher Agenten“ ausgelegt und Schmutzler 1957 verhaftet und zu Zuchthaus verurteilt. Das Haus konnte für die Studentengemeinde erhalten werden. In den 2000er Jahren wurde es saniert, und seit 2012 trägt es den Namen Georg-Siegfried-Schmutzler-Haus.